# Grzegorz Janusz
Grzegorz Janusz (ur. 22 czerwca 1970 w Łowiczu) – polski prozaik oraz scenarzysta, tłumacz z języka niemieckiego. Zdobywca Grand Prix Międzynarodowego Festiwalu Komiksu i Gier w Łodzi w 2010 roku za komiks Ostra Biel (rysunki Jacek Frąś) oraz pierwszej nagrody w roku 2003 za komiks Sen życia (rysunki Krzysztof Gawronkiewicz). Zwycięzca (wraz z Krzysztofem Gawronkiewiczem) europejskiego konkursu na komiks ogłoszonego przez Glénat i telewizję Arte, za pracę pt. Esencja, opublikowaną później na rynku frankofońskim jako pierwszy tom serii Przebiegłe dochodzenie Ottona i Watsona. Zwycięzca (wraz z Ernesto Gonzalesem) IV edycji konkursu na komiks o Powstaniu Warszawskim organizowanego przez Muzeum Powstania, za komiks pt. Traf (2010 r.).
Twórca scenariuszy do komiksów: Przebiegłe dochodzenie Ottona i Watsona (seria; rysunki Krzysztof Gawronkiewicz), Tragedyja Płocka (rysunki Jacek Frąś), Wykolejeniec (rysunki Berenika Kołomycka), Czasem  (rysunki Marcin Podolec), Tymczasem (rysunki Przemysław Truściński).
Jako prozaik współpracuje z magazynem Nowa Fantastyka.
W ramach XXII łódzkiego Międzynarodowego Festiwalu Komiksu i Gier w Centralnym Muzeum Włókiennictwa odbyła się wystawa pt. „…do scenariusza Grzegorza Janusza”, w której udział wzięli najważniejsi rysownicy tworzący do scenariuszy Janusza.
W roku 2010 nagrodzony (zbior opowiadań "Misiostwo świata"), a w roku 2013 wyróżniony (zbiór opowiadań "Niezbyt tęga księga") w Konkursie Literackim im. Astrid Lindgren na współczesną książkę dla dzieci i młodzieży.